# Эллора

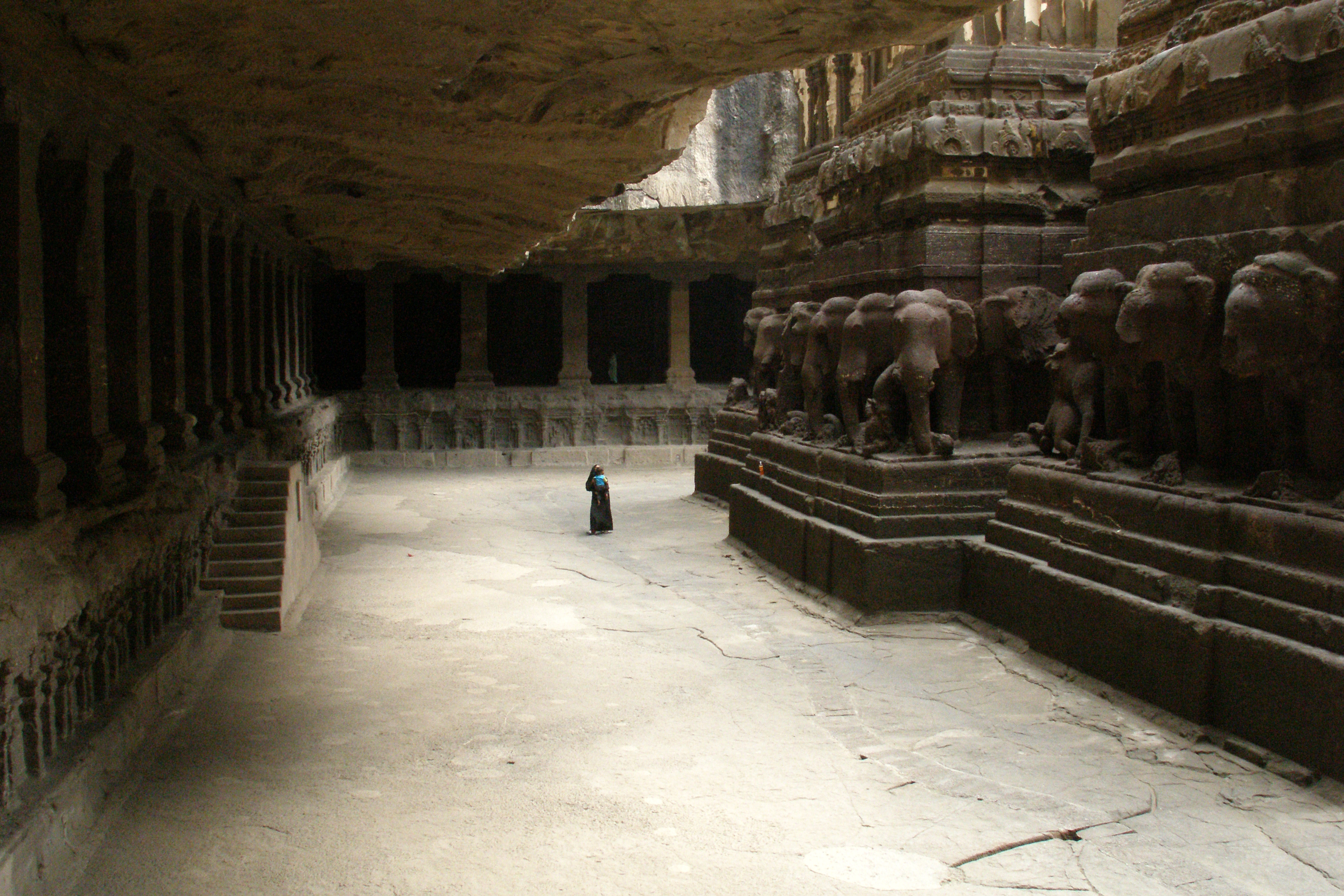
Пещера 16, Интерьеры скального храма Кайласанатха

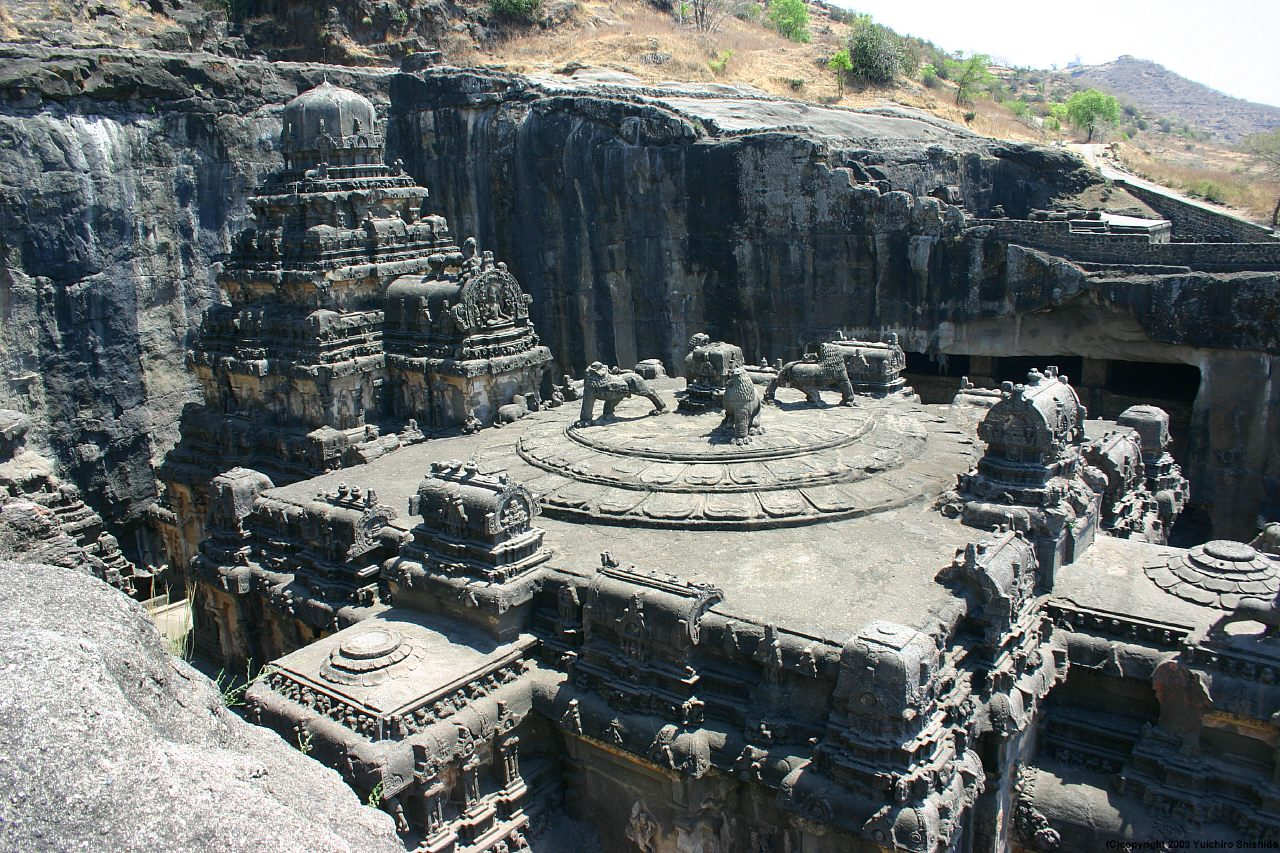
Скальный храм Кайласанатха (Кайлаш) сверху

Эллора (маратхи वेरूळ, хинди एलोरा गुफाएं, англ. Ellora) — деревня в индийском штате Махараштра, около 30 километров западнее города Аурангабад. С 1983 года система пещер (маратхи वेरूळची लेणी) и многочисленные замки причислены ЮНЕСКО к всемирному наследию.
Создание пещер датируется примерно с VI по IX столетия нашей эры.
Из 34 пещер Эллоры 12 пещер на юге — буддийские, 17 в центре посвящены индуистским богам, 5 пещер к северу — джайнские.
Согласно ЭСБЕ, самый замечательный из храмов — Кайлаш (или Кайласанатха), великолепный, прекрасно сохранившийся образец дравидийского зодчества, один из драгоценнейших памятников Индии. Сам храм расположен в глубине двора, высеченного в цельной скале. В гранитном навесе над входом высечены в камне колоссальные статуи Шивы, Вишну и др. За этим навесом — большая статуя, изображающая богиню Лакшми, возлежащую на цветах лотоса и окруженную слонами. По концам двора, на южной и северной сторонах — по гигантскому слону. Огромных размеров слоны, львы, грифы в разных позах окружают храм. Сам храм, хотя и посвящён Шиве, внутри заполнен статуями Вишну и других богов. По преданию этот храм был воздвигнут раджой эличпурским Эду в благодарность за исцеление водой из близлежащего здесь источника.